# Каррісс Артінгстол
Каррісс Артінгстол (англ. Karriss Artingstall, нар. 23 листопада 1994) — британська боксерка, бронзова призерка Олімпійських ігор 2020 року, призерка чемпіонатів світу та Європи. Вона є колишнім членом Королівської кінної артилерії. Її партнеркою є боксерка-любителька Лорен Прайс, яка виступає у середній вазі.

## Любительська кар'єра
Чемпіонат світу 2019
- 1/32 фіналу:Перемогла Джо Сон Хва (Північна Корея) - 3-0
- 1/16 фіналу:Програла Міджгону Самадову (Таджикистан) - 5-0
- 1/4 фіналу:Перемогла Йодгорой Мірзаєву (Узбекистан)- 5-0
- 1/2 фіналу:Програла Несті Петесіо (Філіппіни) - 1-4

Олімпійські ігри 2020
- 1/16 фіналу:Перемогла Кемогенце Кеносі (Ботсвана)- 5-0
- 1/8 фіналу:Перемогла Жусіелен Ромеу (Бразилія)- 5-0
- 1/4 фіналу:Перемогла Скай Ніколсон (Австралія)- 3-2
- 1/2 фіналу:Програла Сені Іріє (Японія) - 2-3